# Viktor Pfeifer

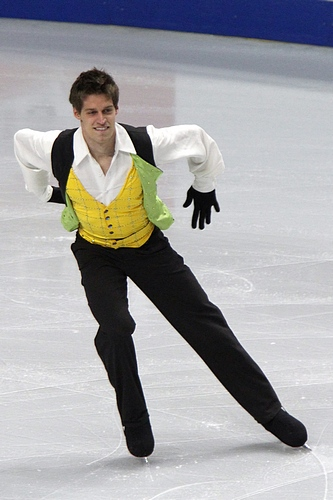
Viktor Pfeifer bei Skate America 2010

Viktor Pfeifer (* 16. Mai 1987 in Graz, Steiermark) ist ein ehemaliger österreichischer Eiskunstläufer, der im Einzellauf startete.

## Karriere
Pfeifer, dessen Familie, als er ein Jahr alt war, nach Feldkirch (Vorarlberg) zog, begann im Alter von neun Jahren mit dem Eiskunstlaufen. Außerdem fing er im Kindesalter mit dem Spielen des Cellos an und besuchte ein Musikkonservatorium, bevor er sich für das Eiskunstlaufen entschied. Er errang alle österreichischen Meistertitel: Schüler, zweimal Jugend, dreimal Junioren sowie mit 15 Jahren den ersten Staatsmeistertitel in der allgemeinen Klasse. Es folgten acht weitere Titel in den Jahren 2005 bis 2006 und 2009 bis 2014.
Mit 17 Jahren gab Pfeifer im Jahr 2005 sein internationales Debüt bei Welt- und Europameisterschaften und beendete es auf dem 23., bzw. 18. Platz. Bei der Juniorenweltmeisterschaft im gleichen Jahr wurde er Zwölfter. Insgesamt acht Mal vertrat er Österreich bei Europameisterschaften und Weltmeisterschaften. Seine beste Platzierung war der 8. Platz bei der Europameisterschaft 2013 in Zagreb.
2006 wurde Pfeifer als jüngster Athlet im österreichischen Team für die Olympischen Winterspiele 2006 in Turin nominiert. Bei seinem olympischen Debüt belegte er den 22. Platz. Seine zweiten Olympischen Spielen beendete er 2010 in Vancouver auf dem 21. Platz. Insgesamt wurden es mit Sochi 2014 drei Teilnahmen an Olympischen Spielen.
Pfeifer trainierte von 2006 bis 2014 in Newark, Delaware bei Priscilla Hill. Im Mai 2014 beendete Pfeifer seine Karriere als Eiskunstläufer.

## Ergebnisse
| Meisterschaft / Jahr            | 2002 | 2003 | 2004 | 2005 | 2006 | 2007 | 2008 | 2009 | 2010 | 2011 | 2012 | 2013 | 2014 |
| ------------------------------- | ---- | ---- | ---- | ---- | ---- | ---- | ---- | ---- | ---- | ---- | ---- | ---- | ---- |
| Olympische Winterspiele         |      |      |      |      | 22.  |      |      |      | 21.  |      |      |      | 26.  |
| Weltmeisterschaften             |      |      |      | 23.  | 26.  |      |      | 29.  | 20.  | 26.  | 22.  | 20.  | 30.  |
| Europameisterschaften           |      |      |      | 18.  | 18.  |      |      | 29.  | 17.  | 18.  | 18.  | 8.   | 14.  |
| Juniorenweltmeisterschaften     |      |      |      | 12.  | 15.  |      |      |      |      |      |      |      |      |
| Österreichische Meisterschaften | 4.   | 1.   | 2.   | 1.   | 1.   | 2.   |      | 1.   | 1.   | 1.   | 1.   | 1.   | 1.   |